# 葉兌
葉兌，生卒不詳，字良仲，浙江寧海人，元末明初政治人物。
當時朱元璋鎮守南京，四周為張士誠、方國珍、察罕各部隊。葉兌精通天文地理，元末時，以平民身份上書朱元璋談破敵、平天下大計，后朱元璋欲留用，仍然堅持辭去，授賜銀幣襲衣。